# Lijst van albums van F.C. De Kampioenen
Hieronder volgt een lijst met alle albums van de stripreeks van F.C. De Kampioenen.

## Albums
1. Zal 't gaan, ja? (1997)
2. Mijn gedacht! (1998)
3. Buziness is buziness (1998)
4. Vliegende dagschotels (1998)
5. 't Is niet waar, hé? (1998)
6. De dubbele dino's (1999)
7. Kampioen zijn is plezant! (1999)
8. Kampioenen op verplaatsing (1999)
9. Tournée Zénérale (1999)
10. De ontsnapping van Sinterklaas (1999)
11. Xavier in de puree (2000)
12. Het sehks-schandaal (2000)
13. De kampioenen maken een film (2000)
14. Oma Boma (2000)
15. De huilende hooligan (2000)
16. Bij Sjoeke en Sjoeke (2001)
17. Het geval Pascale (2001)
18. De simpele duif (2001)
19. Supermarkske (2001)
20. Supermarkske slaat terug (2001)
21. Kampioenen aan zee (2002)
22. Boma in de coma (2002)
23. De dader heeft het gedaan (2002)
24. De wereldkampioenen( 2002)
25. Sergeant Carmen (2002)
26. Het spiedende oog (2003)
27. Vertongen en zoon (2003)
28. Man, man, man! (2003)
29. Stem voor mij! (2003)
30. Gebakken lucht (2003)
31. Kampioenen op wielen (2004)
32. De zeep-serie (2004)
33. Kampioenen in Afrika (2004)
34. Supermarkske op de bres (2004)
35. Agent Vertongen (2004)
36. De trouwpartij (2005)
37. Kampioenen op latten (2005)
38. Buffalo Boma (2005)
39. De vliegende reporter (2005)
40. De groene zwaan (2005)
41. Xavier gaat vreemd (2006)
42. De lastige kampioentjes (2006)
43. Boma in de wellness (2006)
44. De antieke antiquair (2006)
45. Alle hens aan dek (2006)
46. Supermarkske op het slechte pad (2007)
47. De schat van de Macboma's (2007)
48. De Jobhopper (2007)
49. De Kampioenen in het circus (2007)
50. 50 Kaarsjes... (ook met luister-cd) (2007)
51. Baby Vertongen (2008)
52. De nies van de neus (2008)
53. Don Padre Padrone (2008)
54. De rally van tante Eulalie (2008)
55. Paulientje op de dool (ook met luister-cd) (2008)
56. Miss Moeial (2009)
57. Carmen in het nieuw (2009)
58. Het geheim van de kampioentjes (2009)
59. De Afronaut (2009)
60. De erfenis van Maurice (ook met luister-cd) (2009)
61. De Kampioenen maken ambras (2010)
62. Oma Boma trainer (2010)
63. DDT doet weer mee (2010)
64. 20 jaar later (2010)
65. De Kampioenen in Pampanero (ook met luister-cd) (2010)
66. Kampioentjes verliefd (2011)
67. Supermarkske is weer fit (2011)
68. De pil van Pol (2011)
69. Vertongen Vampier (2011)
70. Fernand gaat trouwen (ook met luister-cd) (2011)
71. De verdwenen kampioenen (2012)
72. Xaverius De Grote (2012)
73. Komen vreten (2012)
74. Dolle Door (2012)
75. Hello poepa (2013)
76. De vinnige voetballer (2013)
77. Vijftig tinten paarsblauw (2013)
78. Dokter Jekyll en mister Vertongen (2013)
79. De kampioenen van de filmset (2013)
80. De Kampioentjes en het spookkasteel (2014)
81. De Kampioenen in Rio (2014)
82. Boma op de klippen (2014)
83. Op zoek naar Neroke (2014)
84. Supermarkske bakt ze bruin (2015)
85. De Corsicaanse connectie (2015)
86. De lotto-kampioen (2015)
87. DDT op het witte doek (2015)
88. De geniale djinn (2015)
89. Paniek in de Pussycat (2016)
90. De kampioentjes maken het bont (2016)
91. De malle mascotte (2016)
92. De pakjesoorlog (ook met luister-cd) (2016)
93. Supermarkske is weer proper (2017)
94. De tandartsassistente (2017)
95. Maurice de zwijger (2017)
96. Pol en Doortje gaan scheiden (2017)
97. Allemaal cinema! (2017)
98. Boma burgemeester (2018)
99. De nieuwe kolonel (2018)
100. Alles loopt in het honderd (2018)
101. De bucketlist van Xavier (2018)
102. Bibi Carmen (2019)
103. De kampioentjes en de kroonprins (2019)
104. Vrouwen aan de macht (2019)
105. Patatten en saucissen (2019)
106. De bronzen beker (2020)
107. Supermarkske en de 7 dwergen (2020)
108. De Kampioenen trappen door (2020)
109. De grimas van de paljas (2020)
110. De verjaardagstaart (2020)
111. Kampioenen aan het Front (2021)
112. Boma in de val (2021)
113. Terug naar Splotsj (2021)
114. Ginette (2021)
115. Gespuis in huis (2021)
116. De knecht van tante Eulalie (2021)
117. De bal is rond (2022)
118. De strijd der titanen (2022)
119. De duckfacekampioenen (2022)
120. De snor in de nor (2022)
121. De prehistorische Kampioenen (2022)
122. Aan zeer scherpe prijzen (2022)
123. Vreemde vogels en verse vis (2023)
124. Kevin de kat (2023)
125. Popol de losbol (2023)
126. Carmen stelt orde op zaken (2023)
127. De geheimzinnige dief (2023)
128. Supermarkske kraait victorie (2023)
129. Het hoofd van Titus (2024)
130. Xavier rebelleert (2024)
131. De kampioenen gaan kamperen (2024)
132. De zussen Boma (2024)
133. Jim van de gym (2024)
134. De Championettes lossen het op (2024)
135. Op reis naar Parijs (2025)
136. Supermarkske de movie (2025)
137. De liefdesbrief (2025)
138. De jeugd van tegenwoordig (2025)
139. De sjofele sjamaan (2025)

## Specials
Er werden ook al enkele specials uitgebracht:
1. Triootje kampioenen
2. De Boma-special!
3. De Markske-special!
4. De Xavier en Carmen-special
5. De Fernand-special
6. De Championettes special
7. Op reis special
8. Detective special
9. De superspecial
10. De Bibberspecial
11. De TV-special
12. De plezantste special
13. De Paulientje-special
14. Special 15 jaar Kampioenenstrips
15. De Kampioentjes-special
16. De filmspecial
17. De wereldkampioenen special
18. Op glad ijs special
19. De Vertongen draait door special
20. De filmsterrenspecial
21. De nieuwe kampioentjes-special
22. De EK-special
23. De maffia-special
24. 20 jaar Kampioenenstrips-special
25. WK-special
26. De oma Boma special
27. De love-special
28. De movie-special
29. De Supermarkske-special
30. Markske presenteert: De eerste omnibus
31. Boma presenteert: De tweede omnibus
32. Carmen presenteert: De derde omnibus
33. Fernand presenteert: De vierde omnibus
34. Paulientje presenteert: De vijfde omnibus
35. Bieke presenteert: De zesde omnibus
36. Pascale presenteert: De zevende omnibus
37. Xavier presenteert: De achtste omnibus
38. Pol presenteert: De negende omnibus
39. Doortje presenteert: De tiende omnibus
40. Paulientje presenteert: De elfde omnibus
41. Neroke presenteert: De twaalfde omnibus
42. Maurice presenteert: De dertiende omnibus
43. 10 jaar Kampioenenstrips
44. Op zoek naar Carmen
45. F.C. De Kampioenen Speel- en puzzelboek
46. F.C. De Kampioenen Super zoekboek
47. Op zoek naar Boma
48. Op zoek naar Markske
49. Knotsgek zoekboek
50. Knotsgek zoekboek 2
51. Knotsgek moppenboek
52. 365 x superpret
53. Het doldwaze moppenboek
54. Knettergek moppenboek
55. Supermaffe moppen en raadsels
56. F.C. De Kampioenen Pretboek
57. F.C. De Kampioenen Vriendenboek
58. F.C. De Kampioenen Knotsgek Puzzelboek
59. F.C. De Kampioenen Reisspelletjesboek
60. F.C. De Kampioenen Megazoekboek
61. Het complete foute spelletjesboek van Mark Vertongen
62. Het geheim van de kousenband (in samenwerking met Urbanus)
63. Hec Leemans 50 jaar Kampioen

## Vertongen & Co-albums
In de spin-offserie van F.C. De Kampioenen, Vertongen & Co, verschenen onderstaande albums:
1. Het gouden bolleke
2. Een dag in de zoo
3. De geslepen slaper
4. De goudzoeker
5. De fileclown
6. De gepatenteerde pestkoppen
7. De bastaard van Benidorm
8. De vloek van de Japanse vaas
9. De laatste vampier
10. Het experiment van professor Flessentrekker
11. Avontuur onder nul
12. De heer van Castelroc
13. De Zygomatiekers
14. Mark van de jungle
15. De terugkeer van het beest
16. De verdwijning van Oma Boma
17. Het uur van de jakhals
18. De spoken van de doedelzak
19. De schaduw van Fantomark
20. De rally van Monte-Cacao
21. De kus van de vampier
22. Het huis van de beer
23. Porei tegen Porei
24. Balthazar van Baskerville
25. Operatie Frankenstein
26. Formule H2O bis
27. Kapitein Mark
28. De huwelijksreis van Bieke
29. Gewichtige zaken
30. Duel aan de top
31. Prinses Bieke
32. Vertongen in New York
33. Het virus van de vampier
34. Herrie bij de gorilla's
35. De duivelse expeditie
36. Speurneus Mark
37. De laatste detective
38. De diabolische stoel
39. Porei gaat met vakantie
40. Prinselijke zorgen
41. De vierpotige president
42. Balthazar zoekt het spoor
43. Oma Boma aan de top
44. Idool op de dool
45. De laatste mens ter wereld
46. De schapen vallen aan

## Speciale uitgaven
1. Zal 't gaan ja? - Rode Kruis Vlaanderen - 29 april 1999
2. De ontsnapping van Sinterklaas - luxealbum - 6 december 1999
3. Supermarkske - Gazet van Antwerpen 12 - 9 juni 2004
4. Supermarkske - Het Belang van Limburg 12 - 9 juni 2004
5. Zal 't gaan ja ? - De ultieme stripcollectie 1 - 13 november 2004
6. De zeep-serie - Gratis bij het weekblad Dag Allemaal - 25 januari 2005
7. De dader heeft het gedaan - Gazet van Antwerpen 55 - 6 april 2005
8. De dader heeft het gedaan - Het Belang van Limburg 55 - 6 april 2005
9. De ontsnapping van Sinterklaas - Gazet van Antwerpen 89 - 30 november 2005
10. De ontsnapping van Sinterklaas - Het Belang van Limburg 89 - 30 november 2005
11. Xavier in de puree - De beste 10 volgens Hec Leemans 1 - 10 januari 2007
12. De huilende hooligan - De beste 10 volgens Hec Leemans 2 - 17 januari 2007
13. Kampioenen aan zee - De beste 10 volgens Hec Leemans 3 - 24 januari 2007
14. Sergeant Carmen - De beste 10 volgens Hec Leemans 4 - 31 januari 2007
15. Het spiedende oog - De beste 10 volgens Hec Leemans 5 - 7 februari 2007
16. Man, man, man ! - De beste 10 volgens Hec Leemans 6 - 14 februari 2007
17. Gebakken Lucht - De beste 10 volgens Hec Leemans 7 - 21 februari 2007
18. Kampioenen in Afrika - De beste 10 volgens Hec Leemans 8 - 28 februari 2007
19. Agent Vertongen - De beste 10 volgens Hec Leemans 9 - 7 maart 2007
20. Buffalo Boma - De beste 10 volgens Hec Leemans 10 - 14 maart 2007
21. Kampioenen op wielen - Reclame uitgaven Story 1 - 13 juli 2010
22. Kampioenen aan zee - Reclame uitgaven Story 2 - 20 juli 2010
23. Kampioenen in Afrika - Reclame uitgaven Story 3 - 27 juli 2010
24. Baby Vertongen - Reclame uitgaven Story 4 - 28 september 2010
25. Carmen in het nieuw - Reclame uitgaven Story 5 - 5 oktober 2010
26. De nies van de neus - Reclame uitgaven Story 6 - 12 oktober 2010
27. De erfenis van Maurice - Reclame uitgaven Story 7 - 19 oktober 2010
28. Supermarkske op de bres - Reclame uitgaven Story 8 - 31 oktober 2011
29. Man, man man! - Reclame uitgaven Story 9 - 8 november 2011
30. Stem voor mij! - Reclame uitgaven Story 10 - 15 november 2011
31. Sergeant Carmen - Reclame uitgaven Story 11 - 22 november 2011
32. Zal 't gaan, ja? - Het beste van F.C. De Kampioenen bij Het Laatste Nieuws 1 - 7 juli 2012
33. Supermarkske slaat terug - Het beste van F.C. De Kampioenen bij Het Laatste Nieuws 2 - 14 juli 2012
34. Boma in de coma - Het beste van F.C. De Kampioenen bij Het Laatste Nieuws 3 - 21 juli 2012
35. Xavier gaat vreemd - Het beste van F.C. De Kampioenen bij Het Laatste Nieuws 4 - 28 juli 2012
36. Kampioenen in Afrika - Het beste van F.C. De Kampioenen bij Het Laatste Nieuws 5 - 4 augustus 2012
37. De trouwpartij - Het beste van F.C. De Kampioenen bij Het Laatste Nieuws 6 - 11 augustus 2012
38. De vliegende reporter - Het beste van F.C. De Kampioenen bij Het Laatste Nieuws 7 - 18 augustus 2012
39. De Kampioenen in het circus - Het beste van F.C. De Kampioenen bij Het Laatste Nieuws 8 - 25 augustus 2012
40. De Afronaut - Het beste van F.C. De Kampioenen bij Het Laatste Nieuws 9 - 1 september 2012
41. Vertongen vampier - Het beste van F.C. De Kampioenen bij Het Laatste Nieuws 10 - 8 september 2012
42. DDT op het witte doek - Reclame-uitgaven Story 1 - 9 januari 2018
43. Supermarkse is weer proper - Reclame-uitgaven Story 2 - 16 januari 2018
44. Paniek in de pussycat - Reclame-uitgaven Story 3 - 23 januari 2018
45. Bij sjoeke en sjoeke - Reclame-uitgaven Story 4 - 30 januari 2018
46. De lotto-kampioen - Reclame-uitgaven Story 5 - 6 februari 2018
47. Dolle Door - Reclame-uitgaven Story 6 - 13 februari 2018
48. Het geval Pascale - Reclame-uitgaven Story 7 - 20 februari 2018
49. Paulientje op de dool - Reclame-uitgaven Story 8 - 27 februari 2018
50. De pil van Pol - Reclame-uitgaven Story 9 - 6 maart 2018
51. Fernand gaat trouwen - Reclame-uitgaven Story 10 - 13 maart 2018
52. De ontsnapping van Sinterklaas - Reclame-uitgaven Dag Allemaal/Story 1 - 2018
53. Het spiedende oog - Reclame-uitgaven Dag Allemaal/Story 2 - 2018
54. Gebakken lucht - Reclame-uitgaven Dag Allemaal/Story 3 - 2018
55. Dokter Jekyll en mister Vertongen - Reclame-uitgaven Dag Allemaal/Story 4 - 2018
56. Miss Moeial - Reclame-uitgaven Dag Allemaal/Story 5 - 2018
57. Kampioentjes verliefd - Reclame-uitgaven Dag Allemaal/Story 6 - 2018